# 処女膜
処女膜（しょじょまく、英: hymen）は、哺乳類の雌の膣口に見られる襞状の器官。ここでは、主にヒトの女性の膣口に付属するものについて解説する。
オランダ語maagdenvliesの翻訳。かつては「嬢膜」の訳語もあった。
字面から誤解されるが、膜ではない。密閉されておらず、わずかな穴から月経時の経血やおりものが排出される。また、処女であるか否かに関わらず常に備わるものである。

## 形状

処女膜の色々な形状

膣口の入り口から延長し、開口部を狭めるように備わる襞状の肉壁である。膜という言葉から連想されるようなフィルム状のものではなく、衣類で言えば袖や襟にあたる部分に位置する。
出生時（新生児期）には処女膜が外陰部に飛び出していることがあるが、出生後日数の経過によって次第に隠れていく。以降の成長過程で、処女膜の形状が女性器内で大きく変わる事は無い。そのため、そもそも男性と違い性器を目視する機会が少ない女性においては、本人が自らの処女膜について全く知識が無いままである事も多い。
処女膜の形状には開口部の数や大小など様々なパターンが確認されており、月経時の経血や膣分泌液の排出を困難にするほど閉鎖しているもの（処女膜閉鎖）、初めての性交時に男性のペニスを挿入できないほど頑丈な処女膜（処女膜強靭症）など、生活に支障の出るケースも存在する。

## 処女膜の損傷
処女膜は通常のスポーツやタンポンの使用、骨盤の検査、何かにまたがったりすることによって裂けることはない。処女膜は思春期に達すると弾性になる傾向がある。23%の女性は初めての性交で男性がペニスを挿入するときに出血したと報告したが、残りの77%は出血していない。

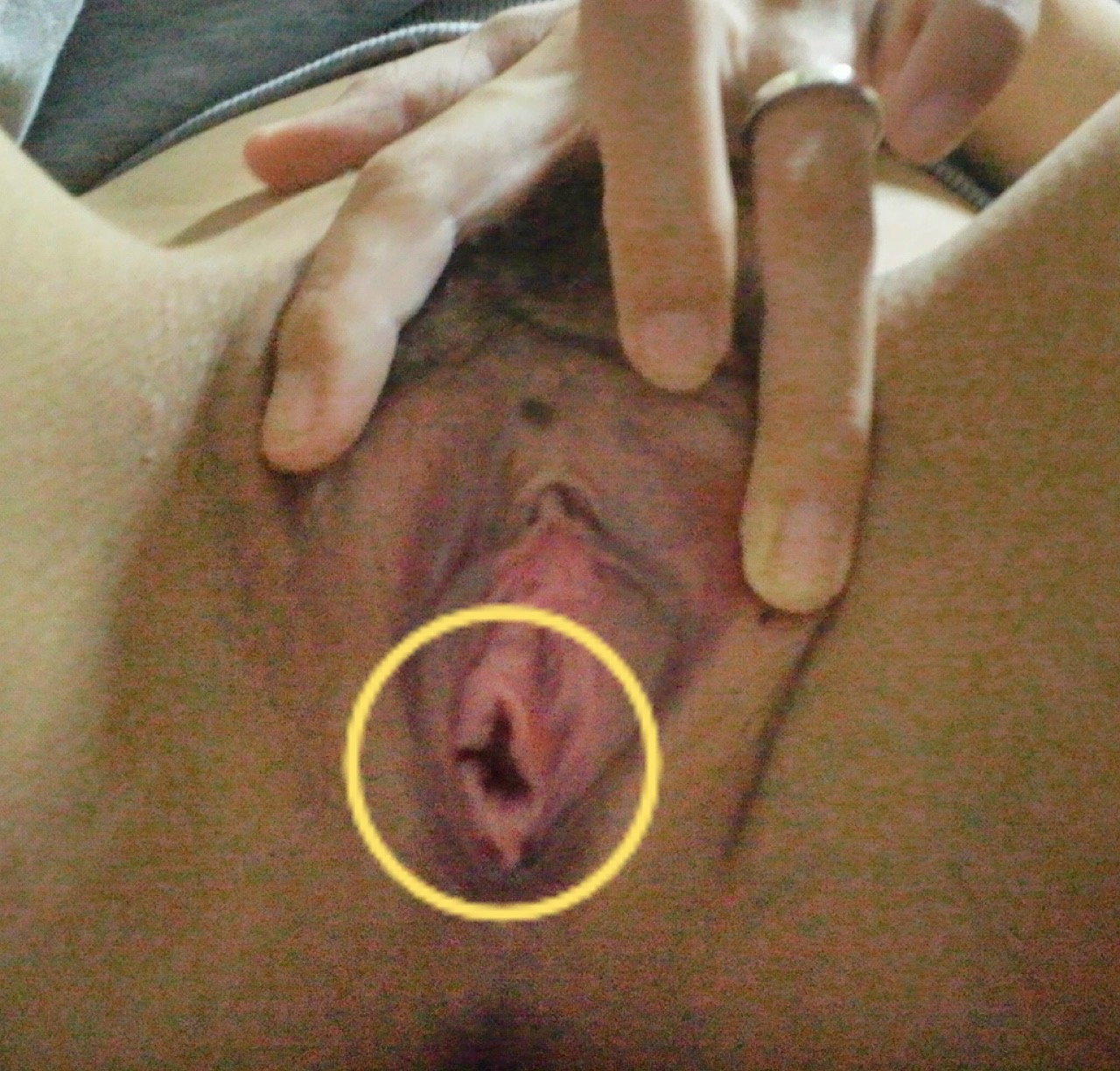
初体験時に損傷した処女膜(膣口9時と12時に亀裂がみられる)

初体験でペニスを挿入した際、膣口と共に拡張された処女膜が裂断することなく弾性と伸びによって耐えた場合、出血は伴わないものの激しい痛みを伴う事がある。膜と言っても分厚いため必ず破ける訳ではない。
男性のペニスの大きさや挿入方法次第で、挿入の際に処女膜が裂断する事があり、この場合は傷自体は自然治癒するが、裂け目は元に戻らずにこの時の形状を生涯維持する。これを点検して処女か否かを判断するのが処女検査の根拠とされる。

## 処女膜のある動物
処女膜はヒトにあり、他の類人猿にない。クジラやアザラシの水生動物には処女膜がある。処女膜は膣内に水が入り込まないようにする役目があるとの説がある。

## 言葉
1774年(安永3年)の『解体新書』では、「処女膜」という単語は確認できないが、処女膜に関する説明はあり、「巻之四」の九ページ目で、「處女(ムスメ)は膜必す陰器の内に在り子宮を隔つ」と記載している。
原田種夫『南国のエロス』(新潮社、1958年、p.57)によれば、1834年(天保5年)の西村定雅『色道禁秘抄』(しきどうきんぴしょう)の第九回「問いに曰く、少女の男に交わりたるや交わらざるを御するに及ばずして知る法ありや」にちゃんと処女膜と記載されているとする。
1857年(安政4年)、緒方洪庵『扶氏経験遺訓』(巻之二十四)の「第十四編 婦人病」で「處女膜」という単語の使用が確認できる。